# Козо-Полянський Борис Михайлович
Борис Михайлович Козо-Полянський (8 (20) січня 1890, Ашгабат — 21 квітня 1957, Воронеж) — радянський ботанік, член-кореспондент АН СРСР (1932). Професор Воронезького університету (з 1920), організатор та директор Воронезького ботанічного саду (з 1937).

## Біографія
Борис Михайлович Козо-Полянський народився 20 січня (8 січня за старим стилем) у місті Ашгабаті. У 1914 році закінчив Московський університет. По закінченні університету був запрошений на роботу асистентом в Воронезький сільськогосподарський університет, де до 1918 працював з професором Б. А. Келлером. Після здачі магістерських іспитів перейшов на роботу у Воронезький державний університет. У 1920 році став професором Воронезького університету.
Основні праці по філогенетичній систематиці та морфології вищих рослин. Козо-Полянський розвивав еуантову теорію походження квітки (із пагона з видозміненими листками) та на її основі побудував оригінальну систему покритонасінних. Він також запропонував філогенетичну систему рослинного світу в цілому, та, ґрунтуючись на вивченні анатомії плоду, дав нову класифікацію родини Зонтичні. Займався теоретичними питаннями ботаніки та еволюційного вчення (еволюційне значення симбіозу, прояв біогенетичного закону у рослин та ін.).
Відкрив на Середньоруській височині багатий видами центр реліктових рослин (названий «центром Козо-Полянського»).
Автор низки робіт з історії ботаніки.

### На честь Бориса Михайловича Козо-Полянського названі
Ботанічний сад Воронезького державного університету.
Рід рослин Козополянськія (Kosopoljanskia) родини Зонтичні (Apiaceae).
Декілька видів рослин:
- Володушка Козо-Полянського (Bupleurum koso-polianskyi) та Ферула Козо-Полянського (Ferula koso-poljanskyi) родини Зонтичні;
- Переломник Козо-Полянського (Androsace koso-poljanskii)[5] родини Первоцвітові (Primulaceae);
- Шипшина Козо-Полянського (Rosa koso-poljanskii) родини Розові (Rosaceae).

### Нагороди
- Два ордени Леніна
- Орден Трудового Червоного Прапора

## Основні праці
- Козо-Полянский Б. М. Введение в филогенетическую систематику высших растений, Воронеж, 1922
- Козо-Полянский Б. М. Новый принцип биологии. Очерк теории симбиогенеза, М., 1924
- Козо-Полянский Б. М. Основной биогенетический закон с ботанической точки зрения, Воронеж, 1937
- Козо-Полянский Б. М. Чайные растения Казахстана / Казахский филиал Академии наук СССР; Отв. ред. И. А. Поляков. — Алма-Ата, 1943. — 26 с. — (Серия научно-технической пропаганды)
- Козо-Полянский Б. М. Курс систематики высших растений, Воронеж, 1965